# 相宜本草
相宜本草是中国大陆一個以中草药為賣點的化妆品企业，1999年創立于上海市，2003年，相宜本草与上海中医药大学基础医学院开展合作。相宜本草的护肤系列產品的成分包含一些中草药，例如黄芪、银杏、甘草、藁本、当归、沙棘、番木瓜、菊花和忍冬等。

## 外部鏈接
- 官方网站